# 武克展
武克展（越南语：／；1883年—1966年6月27日），越南阮朝官員。

## 生平
武克展是廣平省廣寧府豐富縣美祿總美祿社（今屬廣平省麗水縣安水社）人，嗣德三十六年（1883年）出生。成泰十八年（1906年），武克展參加承天場鄉試，考中舉人，但隨後被黜落。維新六年（1912年），武克展再次參加承天場鄉試，考中舉人。啟定四年（1919年），參加會試，文卷本被黜落，但因這是最後一科科舉，特准參加殿試，考中三甲同進士出身。
武克展原為欽使座錄事，中進士後任同春知縣。啟定八年（1923年），升任德壽知府。保大二年（1927年），調任安仁知府。保大六年（1931年），升兵部郎中，兼護城兵馬副使。保大八年（1933年）正月，升授鴻臚寺卿，仍充兵部郎中。同年，改任廣義按察使。保大後期，以參知銜致事。
八月革命後，武克展支持越盟領導的越南民主共和國政府。
1966年6月27日，武克展去世，寿八十四岁。

## 紀念
廣平省洞海市有一條街道以武克展的名字命名。